# Ian McElhinney
Ian McElhinney (ur. 19 sierpnia 1948 w Belfaście) – brytyjski i północnoirlandzki aktor telewizyjny, teatralny i filmowy, a także producent i reżyser teatralny.

## Życiorys
Studiował socjologię na Uniwersytecie Edynburskim, kształcił się w zakresie teatru na amerykańskim Uniwersytecie Brandeisa. Od 1974 do 1978 pracował jako wykładowca nauk społecznych i nauczyciel aktorstwa w Yorkshire. Powrócił następnie do Irlandii Północnej, gdzie zajął się aktorstwem teatralnym. Początkowo występował głównie w adaptacjach dramatów Williama Szekspira, później także w sztukach współczesnych. Zajął się również działalnością reżyserską, wystawiając przedstawienia m.in. na Broadwayu.
Jako aktor filmowy debiutował w 1981 w filmie telewizyjnym Cowboys. Od tego czasu regularnie zaczął występować w produkcjach telewizyjnych (głównie brytyjskich i irlandzkich). Zagrał gościnnie papieża Klemensa VII w Dynastii Tudorów i kapitana Hammonda w adaptacji powieści poświęconych Horatio Hornblowerowi. W 2011 pojawił się w roli Barristana Selmy’ego w Grze o tron wyprodukowanej przez HBO.
W 2001 za reżyserię sztuki Stones in His Pocket nominowany do Tony Award. Dwukrotnie był też nominowany do Harvey Award. Jest mężem aktorki Marie Jones, razem założyli przedsiębiorstwo producenckie Rathmore Productions Ltd.

## Filmografia
- 1981: Cowboys
- 1982: Angel
- 1985: Lamb
- 1986: The End of the World Man
- 1987: A Prayer for the Dying
- 1990: Hidden Agenda
- 1990: Shoot to Kill
- 1992: The Bill
- 1992: The Playboys
- 1993: Between the Lines
- 1993: Circle of Deceit
- 1993: Lovejoy
- 1993: Taggart
- 1996: Hamlet
- 1996: Michael Collins
- 1997: Bokser
- 1997: This Is the Sea
- 1998: Divorcing Jack
- 1998: Maisie Raine
- 2000: Borstal Boy
- 2000: Queer as Folk
- 2001: Horatio Hornblower: Retribution
- 2003: Cold Feet
- 2003: Doctors
- 2003: The Clinic
- 2003: Szpital Holby City
- 2004: Omagh
- 2007: Closing the Ring
- 2007: Dynastia Tudorów
- 2007: Na sygnale
- 2008: City of Ember
- 2008: Little Dorrit
- 2009: A Shine of Rainbows
- 2009: Triage
- 2010: Nowe triki
- 2010: Oświadczyny po irlandzku
- 2011: Gra o tron
- 2012: Ripper Street
- 2013: Upadek
- 2015: A Patch of Fog
- 2016: Łotr 1. Gwiezdne wojny – historie
- 2017: Kat & Alfie: Redwater
- 2018: Krypton